# Franka Anić
Franka Anić (Split, Croàcia, 5 de febrer de 1991) és una esportista eslovena que competeix en taekwondo, guanyadora d'una medalla de bronze al Campionat Mundial de Taekwondo de 2013, en la categoria de –67 kg.

## Palmarès internacional
| Campionat Mundial | Campionat Mundial | Campionat Mundial | Campionat Mundial |
| Any               | Lloc              | Medalla           | Categoria         |
| ----------------- | ----------------- | ----------------- | ----------------- |
| 2013              | Puebla ( Mèxic)   | 3                 | –67 kg            |